# Dubrava
Dubrava es un municipio de Croacia, ubicado en el condado de Zagreb.

## Geografía
Se encuentra a una altitud de 138 m s. n. m. a 56.1 km de la capital nacional, Zagreb.

## Demografía
En el censo 2011, el total de población del municipio fue de 5 331 habitantes, distribuidos en las siguientes localidades:
- Bađinec - 182
- Brezje - 128
- Donji Marinkovac - 95
- Donji Vukšinac - 118
- Dubrava  - 1 327
- Dubravski Markovac - 176
- Gornji Marinkovac - 136
- Gornji Vukšinac - 151
- Graberec - 230
- Habjanovac - 187
- Koritna - 186
- Kostanj - 111
- Kunđevac - 84
- Ladina - 94
- Mostari - 186
- Nova Kapela - 247
- Novaki - 198
- Paruževac - 135
- Pehardovac -  6
- Podlužan - 182
- Radulec - 139
- Stara Kapela - 193
- Svinjarec - 53
- Zetkan - 224
- Zgališće - 216
- Zvekovac - 190
- Žukovec - 157